# Zarząd sukcesyjny przedsiębiorstwem osoby fizycznej
Zarząd sukcesyjny przedsiębiorstwem osoby fizycznej – instytucja polskiego porządku prawnego wprowadzona ustawą z dnia 5 lipca 2018 roku o zarządzie sukcesyjnym przedsiębiorstwem osoby fizycznej i innych ułatwieniach związanych z sukcesją przedsiębiorstw, która weszła w życie w dniu 25 listopada 2018 roku.

## Zakres regulacji
Ustawa o zarządzie sukcesyjnym reguluje zasady tymczasowego zarządzania przedsiębiorstwem po śmierci przedsiębiorcy, który we własnym imieniu wykonywał działalność gospodarczą na podstawie wpisu do Centralnej Ewidencji i Informacji o Działalności Gospodarczej, oraz kontynuowania działalności gospodarczej wykonywanej z wykorzystaniem tego przedsiębiorstwa, w tym także wykonywanej w ramach spółki cywilnej. Ustawa nie dotyczy rolników prowadzących działalność stricte rolniczą.

## Zarządca sukcesyjny
Zarządca sukcesyjny to osoba, która po śmierci przedsiębiorcy przejmie prowadzenie jego przedsiębiorstwa i zapewni jego bieżące funkcjonowanie do czasu ostatecznego zakończenia formalności spadkowych. Zarząd sukcesyjny ma charakter tymczasowy i trwa co do zasady do dwóch lat od dnia śmierci przedsiębiorcy. Zarządca sukcesyjny działa w imieniu własnym, ale na rachunek właścicieli przedsiębiorstwa w spadku.

## Ustanowienie zarządcy sukcesyjnego

### Ustanowienie zarządcy sukcesyjnego przez przedsiębiorcę
Do ustanowienia zarządu sukcesyjnego przez przedsiębiorcę wymagane jest:
1) powołanie zarządcy sukcesyjnego;
2) wyrażenie zgody osoby powołanej na zarządcę sukcesyjnego na pełnienie tej funkcji;
3) dokonanie wpisu do CEIDG zarządcy sukcesyjnego.
Przedsiębiorca może powołać zarządcę sukcesyjnego w ten sposób, że wskaże określoną osobę do pełnienia funkcji zarządcy sukcesyjnego albo zastrzeże, że z chwilą jego śmierci wskazany prokurent stanie się zarządcą sukcesyjnym. Powołanie zarządcy sukcesyjnego przez przedsiębiorcę oraz wyrażenie zgody osoby powołanej na zarządcę sukcesyjnego na pełnienie tej funkcji, wymagają zachowania formy pisemnej pod rygorem nieważności.
Ustanowienie przez przedsiębiorcę zarządcy sukcesyjnego uwidaczniane jest w Centralnej Ewidencji i Informacji o Działalności Gospodarczej.

### Ustanowienie zarządcy sukcesyjnego po śmierci przedsiębiorcy
Jeżeli zarząd sukcesyjny nie został ustanowiony z chwilą śmierci przedsiębiorcy, po śmierci przedsiębiorcy zarządcę sukcesyjnego może powołać:
1) małżonek przedsiębiorcy, któremu przysługuje udział w przedsiębiorstwie w spadku, lub
2) spadkobierca ustawowy przedsiębiorcy, który przyjął spadek, albo
3) spadkobierca testamentowy przedsiębiorcy, który przyjął spadek, albo zapisobierca windykacyjny, który przyjął zapis windykacyjny, jeżeli zgodnie z ogłoszonym testamentem przysługuje mu udział w przedsiębiorstwie w spadku.
Po uprawomocnieniu się postanowienia o stwierdzeniu nabycia spadku, zarejestrowaniu aktu poświadczenia dziedziczenia albo wydaniu europejskiego poświadczenia spadkowego zarządcę sukcesyjnego może powołać wyłącznie właściciel przedsiębiorstwa w spadku.
Do powołania zarządcy sukcesyjnego w przypadku śmierci przedsiębiorcy albo po uprawomocnieniu się postanowienia o stwierdzeniu nabycia spadku, wymagana jest zgoda osób, którym łącznie przysługuje udział w przedsiębiorstwie w spadku większy niż 85/100.

## Zakres działania zarządcy sukcesyjnego
Od chwili ustanowienia zarządu sukcesyjnego zarządca wykonuje prawa i obowiązki zmarłego przedsiębiorcy wynikające z prowadzonej przez niego działalności, a także zajmuje się prowadzeniem przedsiębiorstwa w spadku. Zarządca przejmuje różne sprawy, które wcześniej należały do przedsiębiorcy: od pracowniczych i konsumenckich, przez zaciąganie zobowiązań, zawieranie, wykonywanie i rozwiązywanie umów, po realizację obowiązków publicznoprawnych, w tym podatkowych, oraz wykonywanie praw i obowiązków wynikających z koncesji, zezwoleń, licencji, zgód i pozwoleń. Może też pozywać i być pozywany oraz brać udział w postępowaniach administracyjnych, podatkowych i pozasądowych, prowadzonych nie tylko pomiędzy przedsiębiorcami, ale również z udziałem konsumentów. Zarządca sukcesyjny może ponadto dysponować rachunkiem bankowym przedsiębiorcy, wykorzystywanym przy prowadzeniu przedsiębiorstwa.
Zarządca sukcesyjny działa w imieniu własnym, ale na rachunek właścicieli przedsiębiorstwa w spadku. Podejmuje samodzielnie wszelkie decyzje w ramach zwykłego zarządu przedsiębiorstwem. W sprawach przekraczających zwykły zarząd (np. zbycie kluczowych składników przedsiębiorstwa, podejmowanie strategicznych decyzji) musi uzyskać decyzję osób, którym przysługiwać będą prawa do przedsiębiorstwa (właścicieli przedsiębiorstwa w spadku). W przypadku braku takiej decyzji zarządca może wystąpić o zgodę na określoną czynność do sądu.
Zarządca sukcesyjny może zrezygnować z pełnienia swojej funkcji. Przed śmiercią przedsiębiorcy może to uczynić, składając wobec niego oświadczenie o rezygnacji w formie pisemnej. Przedsiębiorca lub zarządca powinien zgłosić tę rezygnację w CEIDG. Po śmierci przedsiębiorcy rezygnacja zarządcy sukcesyjnego z pełnienia swej funkcji wymaga złożenia oświadczenia przed notariuszem.

## Odpowiedzialność zarządcy sukcesyjnego
Zarządca sukcesyjny, co do zasady, nie odpowiada osobiście za zobowiązania istniejące i zaciągnięte w ramach prowadzenia przedsiębiorstwa w spadku, gdyż działa on nie w imieniu własnym, ale na rachunek następców prawnych przedsiębiorcy. To zatem oni ponoszą odpowiedzialność za zobowiązania przedsiębiorstwa w spadku na takich samych zasadach, jakie wiązałyby się z osobistym prowadzeniem działalności gospodarczej.
Mimo że zarządca sukcesyjny nie ponosi bezpośredniej odpowiedzialności za zobowiązania przedsiębiorstwa w spadku, może odpowiadać za szkodę wyrządzoną spadkobiercom, zapisobiercy windykacyjnemu, małżonkowi przedsiębiorcy lub osobom trzecim na skutek nienależytego wykonywania obowiązków.

## Czas trwania zarządu sukcesyjnego
Zarząd sukcesyjny wygasa po dwóch miesiącach od dnia śmierci przedsiębiorcy, jeżeli w tym okresie żaden ze spadkobierców przedsiębiorcy nie przyjmie spadku ani zapisobierca windykacyjny nie przyjmie zapisu windykacyjnego obejmującego przedsiębiorstwo. Jeżeli jednak zarządca sukcesyjny działa na rzecz małżonka przedsiębiorcy, wówczas może prowadzić tę działalność przez dwa lata.
Zarząd sukcesyjny wygasa, gdy przedsiębiorstwem w spadku (po wypełnieniu wszystkich formalności związanych ze stwierdzeniem nabycia spadku, zarejestrowaniem aktu poświadczenia dziedziczenia, przyjęciem spadku lub zapisu windykacyjnego itp.) może dysponować tylko jedna osoba.
Zarząd sukcesyjny wygasa z upływem miesiąca od dnia wykreślenia zarządcy sukcesyjnego z CEIDG, chyba że w tym okresie powołano kolejnego, oraz z dniem ogłoszenia upadłości przedsiębiorcy.
Zarząd sukcesyjny wygasa z upływem 2 lat od dnia śmierci przedsiębiorcy. Sąd może jednak z ważnych przyczyn przed dniem wygaśnięcia zarządu sukcesyjnego przedłużyć okres tego zarządu na czas nie dłuższy niż 5 lat od dnia śmierci przedsiębiorcy.